# Grupa Operacyjna „Sieradz”
Grupa Operacyjna „Sieradz” (GO „Sieradz”) – grupa operacyjna Wojska Polskiego, improwizowana w czasie kampanii wrześniowej 1939.
Dowództwo GO „Sieradz” zorganizowane zostało na bazie dowództwa 10 Dywizji Piechoty. Dowódcą grupy został gen. bryg. Franciszek Dindorf-Ankowicz.

## Skład
- 10 Dywizja Piechoty,
- 25 Dywizja Piechoty,
- Kresowa Brygada Kawalerii,
- 2 pociągi pancerne,
- batalion ckm,
- dywizjon ppanc.,
- Kaliska Brygada Obrony Narodowej.